# 李寒娜
李寒娜（韓語：이한나，1998年2月25日—），韓國女演員。

## 演出作品

### 電視劇
| 年份   | 電視台 | 劇名                         | 角色           | 備註   |
| 2007年 | MBC    | 《謝謝》                     | 芝善           |        |
| 2007年 | MBC    | 《李祘》                     | 成松淵（童年） |        |
| 2008年 | SBS    | 《老千》                     | 蘭淑（童年）   |        |
| 2008年 | KBS2   | 《最強七迂》                 | 蘇允（童年）   |        |
| 2010年 | KBS2   | 《Drama Special－絕頂咖啡》  | 依朗           | 獨幕劇 |
| 2010年 | EBS    | 《兒童的孫子兵法》           | 諸葛亮         |        |
| 2011年 | SBS    | 《薔薇的戰爭》               | 路美           |        |
| 2012年 | JTBC   | 《妻子的資格》               | 趙云琪         |        |
| 2013年 | JTBC   | 《你鄰居的妻子》             | 閔恩美         |        |
| 2013年 | MBC    | 《Medical Top Team》         | 妍伊           |        |
| 2014年 | KBS    | 《Drama Special－中學生A某》 | 鄭娜妍         | 獨幕劇 |
| 2014年 | SBS    | 《你們被包圍了》             | 沈惠智         |        |
| 2023年 | tvN    | 《今生也請多指教》           | 韓娜           |        |

### 電影
| 年份   | 劇名         | 角色     | 備註 |
| 2014年 | 《Plan Man》 | 雨衣少女 |      |

### 音樂錄影帶
| 年份   | 歌手       | 歌曲名稱                              | 備註 |
| 2007年 | SG Wannabe | 《First Snow》 （页面存档备份，存于） |      |

## 外部連結
- Daum （页面存档备份，存于）
- 李寒娜的Instagram帳戶
- 李寒娜在互联网电影资料库（IMDb）上的資料（英文）
- 李寒娜在HanCinema的頁面（英文）（英文）